# Chage
chage è un comando Unix per gestire la scadenza della password.